# قائمة زملاء الجمعية الملكية المنتخبين في 2009
هذه الصفحة تعرض قائمة زملاء الجمعية الملكية المُنتخبين لعام 2009.

## الزملاء
- جوناثان كيتينغ
- Peter Buneman [الإنجليزية]‏
- روس جاي أندرسون
- Keith Shine [الإنجليزية]‏
- ميخائيل باتي
- غراهام هاتشينغز
- Brian Hemmings [الإنجليزية]‏
- ويندي هول
- Michael Ashfold [الإنجليزية]‏
- ديفيد جيه سي ماكي
- آرثر ماكدونالد
- Robert Anthony Ainsworth [الإنجليزية]‏
- John Nicholas Wood [الإنجليزية]‏
- Nicholas Harberd [الإنجليزية]‏
- ريتشارد كيث إليس
- Jonathan Tennyson (physicist) [الإنجليزية]‏
- ديفيد لي
- Martin Buck [الإنجليزية]‏
- Christine Holt [الإنجليزية]‏
- جيف إليس
- Henning Sirringhaus [الإنجليزية]‏
- جون هاردي
- Karen Steel [الإنجليزية]‏
- Angela McLean [الإنجليزية]‏

## الأعضاء الأجانب
- جوزيف ستيجلز
- ستيفن تانزلي
- ياكوف سيناي
- راشد سنييف
- جون هولدرن
- طوماس كايلاث [الإنجليزية]‏